# 일제본국인
일제본국인(일본어: 日帝本国人 닛테이혼고쿠진[*])이란 동아시아 반일무장전선에서 정의한 일본인의 호칭이다. “일본제국주의의 본국인”이라는 의미다.
기존의 좌익은 일본인을 “일본인민”이라고 호칭했다. 처참한 동지살해(산악베이스 사건)로 악명높은 연합적군도 “무고한 일본인민을 손상시켜서는 안 된다”는 좌익의 인의에 의거, 아사마 산장 사건 당시 인질에게 위해를 가하지 않았다.
그런데 동아반일무장전선은 일본인은 일본제국주의의 주역이 된 범죄민족이며, “일본인민”이라는 호칭은 일본인의 반혁명성을 은폐하는 기만 용어라고 했다. 그들의 소책자 《복복시계》에 따르면 “일제본국의 노동자시민은 식민지 인민과 일상적으로 끊임없이 적대하는 제국주의자, 침략자”라고 판단, 일본에서 일어난 노동운동 자체를 “반혁명”이라고 보았다.
일본인은 계급에 상관없이 모두 제국주의자이며, 식민지 인민을 감히 적대한 기생충과 다름없기 때문에 혁명의 주체가 될 수 없다. 예외로서 자기부정을 하고 반일투쟁의 투사가 되면 혁명의 주체로 환생할 수 있다고 했다. 이 사상에 입각하여 동아반일무장전선은 자기부정하지 않는 일본인들을 “일제본국인”으로서 단죄하여 8명의 사망자와 376명의 중경상자를 낸 미쓰비시중공 폭파사건을 정당화하고, 이후 무차별 폭탄테러(연속기업폭파사건)를 반복했다.
동아반일무장전선에서는 피식민지의 인민은 일본의 노동계급도 적으로 여긴다는 엄연한 사실의 통고한 확인이야말로 반일사상의 원점이라고 주장, 피식민지 인민의 반일감정을 절대적 진리로 하여 자신들의 반일사상을 정당화했다.